# Daniela Špinar
Daniela Špinar (dříve známá pod jménem Daniel Špinar, * 7. července 1979, Praha) je česká divadelní režisérka, v letech 2015–2022 umělecká ředitelka Činohry Národního divadla. 
Roku 2021 měla coming out a prochází tranzicí.

## Kariéra
Nejprve vystudovala herectví činoherního divadla na pražské DAMU (1998–2004), kde absolvovala rolí Tima ve hře Marka Ravenhilla Polaroidy. Následně pokračovala studiem režie činoherního divadla na téže škole (2003–2008), jež zakončila inscenací vlastní dramatizace Dostojevského Bratrů Karamazových v Divadle DISK.
V roce 2002 založila a po tři roky vedla Divadlo Valmet. Během studií se zúčastnila několika zahraničních hereckých a režijních workshopů, např. Letní kurs herecké metody Jacquese Lecoqa ve Španělsku (2003) či Intenzivního kursu studia a inscenování antického dramatu v Epidauru (2005).
Po studiu, v rozmezí let 2008 a 2010, působila jako kmenový režisér Divadla na Vinohradech, kde zinscenovala Vojcka Georga Büchnera (2009), za nějž obdržela Cenu Alfréda Radoka a Cenu Josefa Balvína, a Schillerovu Marii Stuartovnu (2010).
Poté spolupracovala s mnoha pražskými i mimopražskými divadly jako režisérka na volné noze a vytvořila na tři desítky titulů, např. pro Švandovo divadlo na Smíchově (Heda Gablerová, Hamlet), Divadlo Reduta Brno (Valmont, Anna Karenina, Kabaret Kafka – Cena Josefa Balvína), Divadlo F. X. Šaldy Liberec (Figarova svatba, Lakomec), Divadlo Petra Bezruče Ostrava (Britney goes to heaven, Táňa-Táňa, Můj romantický příběh), A studio Rubín (Kauza Salome, Kauza Médeia, Kauza Maryša, Dresscode: Amis a Amil, Zakázané uvolnění), Klicperovo divadlo v Hradci Králové (Zimní pohádka, Maškaráda, Morgiana, Žebrácká opera), Městské divadlo Kladno (Portugálie, Racek, Miláček, Marie Antoinetta) a další.
Než se stala její kmenovou režisérkou, spolupracovala s Národním divadlem hned několikrát. Podílela se na projektu Bouda Bondy s inscenací Návštěva expertů (2007), dále zde režírovala Anglickou milenku Marguerite Durasové (2007, Divadlo Kolowrat), Být či nebýt Nicka Whitbyho (2010, Stavovské divadlo).
Na začátku sezony 2014/2015 nastoupila do stálého angažmá Národního divadla jako kmenová režisérka Činohry. Od té doby na první české scéně režírovala mj. Ze života hmyzu (2014, Národní divadlo), Othello, benátský mouřenín (2014, Stavovské divadlo), operu Z mrtvého domu (2015, Národní divadlo), Zemětřesení v Londýně (2015, Nová scéna), Spolu/Sami (2015, Nová scéna) a Manon Lescaut (2016, Národní divadlo), Sen čarovné noci Williama Shakespeara (2016, Národní divadlo), Čechovovy Tři sestry (2016 ve Stavovském divadle), aj.
Koncem roku 2014 zvítězila s koncepcí Nová krev ve výběrovém řízení na post uměleckého ředitele Činohry Národního divadla v Praze, kde vystřídala Michala Dočekala. Ve své funkci byla od září 2015 do roku 2022.
Po odchodu z ředitelského postu se Špinar připomněla premiérou hry Rusalka – hladní vodina; kus, odkazující ke Dvořákově opeře, dávali v produkci Divadla Letí ve Vile Štvanice 29. října 2022.

## Ocenění
Cena časopisu REFLEX na festivalu Zlomvaz
- 2003 Nejlepší herecký výkon (role: Tim, Mark Ravenhill: Polaroidy)

Divácká cena festivalu Zlomvaz
- 2006 Divácká cena za inscenaci Homo '06

Ceny Evalda Schorma
- 2008 Finalistka Ceny Evalda Schorma (Bratři Karamazovi, Divadlo DISK, Praha)

Cena Alfréda Radoka 
- 2009 Spolu s Petrem Kolečkem byla nominována za hru Kauza Salome (A studio Rubín) v kategorii „Hra roku“ 2009.

Cena Josefa Balvína
- 2009 v rámci Pražského divadelního festivalu německého jazyka (Vojcek, Divadlo na Vinohradech)

Cena Alfréda Radoka 
- 2010 Za hru KAUZA MÉDEIA (A studio Rubín) byla nominována v kategorii „Nejlepší poprvé uvedená česká hra“

Cena Alfréda Radoka
- 2010 Inscenace roku (Vojcek, Divadlo na Vinohradech)

Cena Diva
- 2011 Inscenace roku (Valmont, Divadlo Reduta, Národní divadlo Brno)

Cena festivalu České divadlo
- 2011 druhá inscenace roku (Racek, Městské divadlo Kladno)

Cena Diva
- 2012 Inscenace roku (Anna Karenina, Divadlo Reduta, Národní divadlo Brno)

Cena Josefa Balvína
- 2013 v rámci Pražského divadelního festivalu německého jazyka (Kabaret Kafka, Divadlo Na zábradlí, Praha)

Cena Marka Ravenhilla
- 2014 Nejlepší inscenace současného textu (Můj romantický příběh, Divadlo Petra Bezruče, Ostrava)

Cena Grand festivalu smíchu
- 2015 Komedie roku 2014 (Můj romantický příběh, Divadlo Petra Bezruče)

Inscenace roku 2015 dle ankety Divadelních novin
- 2016 Druhé a třetí místo v anketě o inscenaci roku (2. místo Z mrtvého domu, Národní divadlo; 3. místo Othello, benátský mouřenín, Národní divadlo)

## Soukromý život
Pochází z rodiny adventistů sedmého dne, oba její dědové byli funkcionáři této církve a sama Špinar do ní do svých 18 let pravidelně docházela. V té době procházela coming-outem jako gay.
V listopadu 2021 prohlásila, že se vnímá jako heterosexuální trans žena a začne s tranzicí.